# 勒托病毒亚科
勒托病毒亚科（学名：Letovirinae）是病毒分类中冠状病毒科（Coronaviridae）下的两个亚科之一。截至2019年，已发现两种勒托病毒亚科的病毒，姬蛙甲型勒托病毒一型（Microhyla letovirus 1）和太平洋鲑鱼网巢病毒（Pacific salmon nidovirus），分别感染两栖动物和鲑鱼。